# Ekaterina Makarova
Ekaterina Valeryevna Makarova (Russo: Екатерина Валерьевна Макарова, Moscou 7 de Junho de 1988) é uma ex-tenista profissional russa, que ja chegou a ser N° 8 do ranking da WTA em simples, e 3 em duplas.
Exímia duplista que consegue conciliar carreira em simples, sua principal parceira em duplas é a compatriota Elena Vesnina. E com esta, já conquistou 2 títulos de Grand Slam em Duplas, o Torneio de Roland-Garros de 2013 e o US Open de 2014. Além dessas conquistas, também ao lado de Elena Vesnina, foi finalista nas duplas do Aberto da Austrália de 2013, do Torneio de Wimbledon de 2015 e do WTA Finals (ex-WTA Championships) em 2013. Em Grand Slams, Makarova também tem boas campanhas em Duplas Mistas, onde foi campeã do US Open de 2012 (jogando com o brasileiro Bruno Soares) e finalista do Aberto da Austrália de 2010.
Em 2016, jogando ao lado da compatriota Elena Vesnina, conquistou a medalha de ouro nas duplas femininas dos Jogos Olímpicos do Rio de Janeiro.
Anunciou aposentadoria em 28 de janeiro de 2020. Seu último jogo foi pelo WTA de Dubai de 2019, quando perdeu na final, ao lado de Lucie Hradecká, para Hsieh Su-wei/Barbora Strýcová.

## Honras

### Grand Slam

#### Duplas: 4 (2–2)
| 7 |

#### Duplas Mistas: 2 (1–1)
| Posição | Ano  | Campeonato          | Piso | Parceiro          | Oponentes                      | Placar                  |
| ------- | ---- | ------------------- | ---- | ----------------- | ------------------------------ | ----------------------- |
| Vice    | 2010 | Aberto da Austrália | Duro | Jaroslav Levinský | Cara Black Leander Paes        | 5–7, 3–6                |
| Campeã  | 2012 | US Open             | Duro | Bruno Soares      | Květa Peschke Marcin Matkowski | 6–7(8–10), 6–1, [12–10] |

### WTA finals

#### Duplas: 1 (1 vice)
| Posição | Ano  | Campeonato | Piso     | Parceira      | Oponentes               | Placar   |
| ------- | ---- | ---------- | -------- | ------------- | ----------------------- | -------- |
| Vice    | 2013 | Istanbul   | Duro (i) | Elena Vesnina | Hsieh Su-wei Peng Shuai | 4–6, 5–7 |

### WTA Premier Mandatory & Premier 5 finais

#### Duplas: 8 (2 títulos, 6 vices)
| Posição | Ano  | Campeonato   | Piso   | Parceira          | Oponentes                          | Placar           |
| ------- | ---- | ------------ | ------ | ----------------- | ---------------------------------- | ---------------- |
| Vice    | 2009 | Beijing      | Duro   | Alla Kudryavtseva | Hsieh Su-wei Peng Shuai            | 3–6, 1–6         |
| Vice    | 2012 | Madrid       | Saibro | Elena Vesnina     | Sara Errani Roberta Vinci          | 1–6, 6–3, [4–10] |
| Vice    | 2012 | Roma         | Saibro | Elena Vesnina     | Sara Errani Roberta Vinci          | 2–6, 5–7         |
| Campeã  | 2012 | Beijing      | Duro   | Elena Vesnina     | Nuria Llagostera Vives Sania Mirza | 7–5, 7–5         |
| Campeã  | 2013 | Indian Wells | Duro   | Elena Vesnina     | Nadia Petrova Katarina Srebotnik   | 6–0, 5–7, [10–6] |
| Vice    | 2014 | Miami        | Duro   | Elena Vesnina     | Martina Hingis Sabine Lisicki      | 6–4, 4–6, [5–10] |
| Vice    | 2015 | Indian Wells | Duro   | Elena Vesnina     | Martina Hingis Sania Mirza         | 3–6, 4–6         |
| Vice    | 2015 | Miami        | Duro   | Elena Vesnina     | Martina Hingis Sania Mirza         | 5–7, 1–6         |

## WTA Tour finais

### Simples: 4 (2 títulos, 2 vices)
| Legenda                                      |
| -------------------------------------------- |
| Grand Slam (0–0)                             |
| WTA Tour (0–0)                               |
| Tier I / Premier Mandatory & Premier 5 (0–0) |
| Tier II / Premier (1–0)                      |
| Tier III, IV & V / International (1–2)       |

| Títulos por Piso |
| ---------------- |
| Duro (1–0)       |
| Grama (1–0)      |
| Saibro (0–2)     |
| Carpete (0–0)    |

| Resultado | N. | Data             | Campeonato              | Piso   | Oponente                | Placar        |
| --------- | -- | ---------------- | ----------------------- | ------ | ----------------------- | ------------- |
| Vice      | 1. | 2 Maio 2009      | Fès, Marrocos           | Saibro | Anabel Medina Garrigues | 0–6, 1–6      |
| vice      | 2. | 9 Maio 2009      | Estoril, Portugal       | Saibro | Yanina Wickmayer        | 5–7, 2–6      |
| Campeã    | 1. | 19 Junho 2010    | Eastbourne, Reino Unido | Grama  | Victoria Azarenka       | 7–6(7–5), 6–4 |
| Campeã    | 2. | 2 Fevereiro 2014 | Pattaya, Tailândia      | Duro   | Karolína Plíšková       | 6–3, 7–6(9–7) |

## Ligações Externas
- Perfil na WTA